# Antonio Starabba

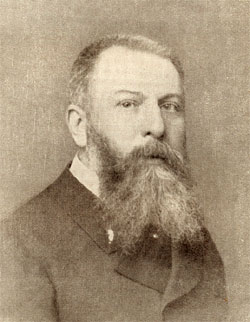
Antonio Starabba, markies van Rudinì

Antonio Starabba, markies van Rudinì (Palermo, 16 april 1839 – Rome, 7 augustus 1908) was een Italiaans eerste minister.

## Levensloop

### Vroege loopbaan
Hij werd geboren in een aristocratische Siciliaanse familie. In tegenstelling met veel andere aristocratische families uit de regio was de familie Rudinì erg liberaal.
In 1859 behoorde hij tot het revolutionaire comité die de steun verleende aan Giuseppe Garibaldi. Nadat hij korte tijd in Turijn attaché was van de Italiaanse buitenlandse dienst, werd hij burgemeester van Palermo. In 1866 hield hij in deze functie oprispingen van separatistische en reactionaire tendensen tegen. Hierdoor ontving hij veel prestige en werd hij benoemd tot prefect van Palermo. In deze functie was hij betrokken bij de vermindering van het aantal roven van de provincie. In 1868 werd hij prefect van de provincie Napels. 
Van oktober tot december 1869 was hij minister van Binnenlandse Zaken in de regering van Federico Luigi Menabrea. Vervolgens werd hij lid van de Italiaanse Kamer van Afgevaardigden en werd er na de dood van Marco Minghetti in 1886 leider van de rechtse fractie.

### Eerste mandaat van eerste minister
Begin 1891 volgde hij Francesco Crispi op als eerste minister en minister van Buitenlandse Zaken en vormde een regering met Links. De regering leek besluiteloos, maar deed economische hervormingen met als hoofdidee een goede bedrijfsvoering. Ook werd de Triple Alliantie met Duitsland en Oostenrijk-Hongarije vernieuwd.
In mei 1892 werd Starabba na een stemming in de Kamer afgezet als premier.

### Tweede mandaat van eerste minister
Bij de crisis na de Italiaanse nederlaag in Ethiopië kwam hij in 1896 opnieuw aan de macht. Starabba werd eerste minister en minister van Binnenlandse Zaken en ondertekende in deze functie het verdrag van Addis Abeba dat de Eerste Italiaans-Ethiopische Oorlog beëindigde en waarbij Italië Ethiopië als onafhankelijk land erkende. Ook haalde hij de diplomatieke relaties met het Verenigd Koninkrijk aan.
Hij erkende de gewelddadige brutaliteit waarmee de Fasci Siciliani onder zijn voorganger Francesco Crispi onderdrukt werd. De meeste leden van deze beweging  werden vrijgelaten uit de gevangenis en niet vervolgd. Toch maakte hij duidelijk dat een reorganisatie van de beweging niet getolereerd zou worden. In 1898 kwamen er twee sociale maatregelen waarbij de werkgever verantwoordelijk werd voor alle kosten en waarbij er een ouderdomspensioen werd gecreëerd.
Om zijn politieke positie te versterken voerde hij tijdens zijn premierschap enkele wijzigingen in zijn regeringssamenstelling door. Na de onderdrukking van een staking in Milaan op een nogal bloedige manier verloor hij echter de steun van links. In juni 1898 nam hij ontslag als eerste minister. Hij bleef wel parlementslid en dit tot aan zijn overlijden.